# And the Forests Dream Eternally
And the Forests Dream Eternally är en EP av det polska black metal-bandet Behemoth. Den släpptes 1995 och var bandets första skiva som gavs ut av ett skivbolag, det italienska Enthopy Records. Albumet återutgavs 1997 av Last Episode Records tillsammans med låtarna från EP:n Forbidden Spaces av det polska black metal-bandet Damnation, där Nergal, Behemoths sångare, deltar som basist. Också 2005 släpptes en nyutgåva av And the Forests Dream Eternally, denna gång med de tre låtarna från EP:n Bewitching the Pomerania som bonusspår. 

## Låtlista
1. "Transylvanian Forest" – 5:35
2. "Moonspell Rites" – 6:01
3. "Sventevith (Storming Near the Baltic)" – 5:59
4. "Pure Evil and Hate" – 3:08
5. "Forgotten Empire of Dark Witchcraft" – 4:11

### Bonuslåtar 2005
6. "With Spell of Inferno (Mefisto)"
7. "Hidden in the Fog"
8. "Sventevith Storming Near the Baltic"

## Banduppsättning
- Adam "Nergal" Darski - sång, gitarr
- Adam "Baal" Muraszko - trummor
- "Frost" - gitarr